# ويلي تيرلينك
ويلي تيرلينك (بالفرنسية: Willy Teirlinck)‏ ولد بتاريخ 10 أغسطس 1948 في بلجيكا، هو دراج بلجيكي سابق في صنف سباق الدراجات على الطريق.

## سجل النتائج

### سباقات أو مراحل فاز بها
- طواف فرنسا
- طواف إسبانيا

## وصلات خارجية
- الموقع الرسمي

## روابط خارجية
- ويلي تيرلينك على موقع أرشيف الدراجات (الإنجليزية)
- ويلي تيرلينك على موقع إحصائيات الدراجات الإحترافية (الإنجليزية)
- ويلي تيرلينك على موقع CycleBase (الإنجليزية)